# Yamangalea
Yamangalea – rodzaj pająków z rodziny skakunowatych i podrodziny Spartaeinae. Obejmuje dwa opisane gatunki. Występują w Australii i na Nowej Gwinei.

## Morfologia
U zmierzonych samców długość karapaksu wynosi od 1,6 do 2,3 mm, a długość opistosomy (odwłoka) od 1,4 do 2,6 mm. Jedyna zmierzona samica ma 1,9 mm długości karapaksu i 2,1 mm długości opistosomy. Ciało nie jest wydłużone. W ubarwieniu dominuje kolor miodowy do brązowego. Ośmioro oczu rozmieszczonych jest w trzech poprzecznych szeregach. Brak wzgórków ocznych. Oczy pary tylno-środkowej są tak duże jak pary przednio-bocznej, co jest cechą rzadką wśród skakunowatych. Szczękoczułki nie są wydłużone i nie mają pośrodkowego rogu na sklerycie intercheliceralnym. Na przedniej krawędzi mają trzy ząbki, a na tylnej trzy lub cztery. Nogogłaszczki samca mają jedną lub dwie apofizy na goleni. Bulbus wyróżnia się dużą, hakowatą apofyzą medialną. Embolus u Y. frewana ukryty jest za wewnętrzną ścianą cymbium, zaś u Y. lubinae dobrze widoczny. Samica znana jest tylko u Y. frewana, cechuje się płytką płciową z dwoma otworami blisko tylnej krawędzi.

## Ekologia i występowanie
Rodzaj ten występuje tylko w krainie australijskiej, gdzie zasiedla lasy deszczowe. Y. frewana znany jest z prowincji Enga i Eastern Highlands w Papui-Nowej Gwinei, gdzie występuje w górach, na rzędnych od 2320 do 2490 m n.p.m. Bytuje na pniach i gałęziach drzew. Y. lubinae znany jest tylko z australijskiego stanu Queensland, gdzie zamieszkuje Góry Błękitne i Iron Range.

## Taksonomia
Takson ten wprowadzony został w 2009 roku przez Wayne'a Maddisona na łamach Zootaxa. Nazwa rodzajowa pochodzi od słowa yamangelé, oznaczającego w języku ipili „pająk”. Maddison zaliczył do rodzaju tylko opisany w tej samej publikacji gatunek typowy. Kolejny gatunek opisany został w 2012 roku przez Marka Żabkę.
Do rodzaju tego należą dwa opisane gatunki:
- Yamangalea frewana Maddison, 2009
- Yamangalea lubinae Żabka, 2012

Rodzaj ten pierwotnie umieszczono w podrodzinie Cocalodinae. Po rewizji systematyki skakunowatych z 2015 roku takson ten ma status plemienia w obrębie podrodziny Spartaeinae, obejmując także rodzaje Allococalodes, Cocalodes, Cucudeta, Depreissia, Tabuina oraz Waymadda.